# سفيدسنغان (مقاطعة فومن)
سفيدسنغان (بالفارسية: سفیدسنگان) هي قرية تقع في غيلان في إيران. يقدر عدد سكانها بـ 14 نسمة بحسب إحصاء 2016.